# Mims
Pour les articles homonymes, voir Mims (homonymie).
Mims, de son vrai nom Shawn Tapiwa Mims, né le 22 mars 1981 à Washington Heights, New York, est un rappeur et acteur américain. Il est connu pour ses singles This Is Why I'm Hot, Like This et Just Like That. Il a participé à un épisode de la série télévisée Las Vegas.

## Biographie
Né le 22 mars 1981 dans une famille originaire de Jamaïque à Washington Heights, un quartier de Manhattan, Shawn Mims grandit inspiré par les rappeurs de Harlem,. Bien qu'ayant perdu ses parents à l'âge de 13 ans, Mims se concentre sur la musique ; sa mère lui avait offert sa première platine avant son décès. Mims décide d'abandonner les bancs d'école pour se consacrer à une carrière musicale à plein temps. En 2001, il est découvert par Quincy S/Duq Entertainment et participe à la compilation Private Party Collectors Edition Vol. 2 de Baby Blue Soundcrew. Il participe à la chanson Love Em All du groupe canadien Baby Blue Soundcrew, nommée dans la catégorie « meilleure vidéo » aux Much Music Awards de 2001. La chanson est composée aux côtés de Choclair, ce qui lui permettra de se populariser au Canada.
Après s'être popularisé au Canada, Mims s'associe avec Blackout Movement. I Did You Wrong est publié en 2003 grâce à l'équipe de production Blackout Movement, et en 2006 le rappeur, désormais appelé MIMS, publie le single indépendant This Is Why I'm Hot. La chanson est diffusée sur les radios locales comme le New York's Hot 97, et attire l'attention des labels comme EMI et Capitol Records ; Mims publiera son premier album Music Is My Savior en 2007. Mims publie également un single intitulé L.O.V.E. qui ne fera aucune percée commerciale. En 2006, il enregistre des chansons pour le label latino Urban Box Office.
Mims publie son deuxième album, Guilt le 7 avril 2009. En octobre 2008, Move (If You Wanna) devient le premier single officiel extrait de  son futur deuxième album, à atteindre la 63e place du Billboard Hot 100. Le second single est publié le 7 avril 2009, et s'intitule Love Rollercoaster en featuring avec LeToya Luckett.
En février 2010, Mims publie aux côtés de KRS-One et Redman la chanson How to Be an Emcee 2010.

## Discographie
- 2007 : Music Is My Savior
- 2008 : Guilt

## Distinctions

### Nominations
- MuchMusic Video Awards 2001 : Meilleure vidéo de rap pour Love 'Em All
- MTV Video Music Awards 2007 : Monster Single of the Year pour This Is Why I'm Hot
- BET Awards 2007 : Meilleur nouvel artiste
- BET Hip Hop Awards 2007 : Rookie of the Year
- BET Hip Hop Awards 2007 : People's Champ
- BET Hip Hop Awards 2007 : Best RingTune